# Eremodraba
Eremodraba är ett släkte av korsblommiga växter. Eremodraba ingår i familjen korsblommiga växter.
Kladogram enligt Catalogue of Life:
| Eremodraba | \| \| Eremodraba intricatissima \| \| \| \| \| \| Eremodraba schulzii \| \| \| \| |
|            | \| \| Eremodraba intricatissima \| \| \| \| \| \| Eremodraba schulzii \| \| \| \| |
|            | Eremodraba intricatissima                                                         |
|            |                                                                                   |
|            | Eremodraba schulzii                                                               |
|            |                                                                                   |